# Camille Nys
Camille Nys (ur. 9 maja 1888, zm. ?) – belgijski piłkarz grający na pozycji pomocnika. Był reprezentantem Belgii.

## Kariera klubowa
Swoją karierę piłkarską Nys rozpoczął w klubie Athletic & Running Club, w którym zadebiutował w sezonie 1903/1904. W 1908 roku przeszedł do Standardu Liège, w którym spędził trzy lata. W sezonie 1911/1912 grał w Racingu Club, z którym zdobył Puchar Belgii. W sezonie 1912/1913 grał w Milanie, a w sezonie 1913/1914 ponownie w Standardzie Liège, w którym zakończył karierę.

## Kariera reprezentacyjna
W reprezentacji Belgii Nys zadebiutował 2 kwietnia 1911 w przegranym 1:3 meczu Rotterdamsch Nieuwsblad Beker z Holandią, rozegranym w Dordrechcie. Od 1911 do 1912 rozegrał w kadrze narodowej 4 mecze.